# Carry-On
Carry-On is een Amerikaanse actie-thrillerfilm uit 2024, geregisseerd door Jaume Collet-Serra. De hoofdrollen worden vertolkt door Taron Egerton, Sofia Carson, Danielle Deadwyler en Jason Bateman. De film volgt een jonge TSA medewerker die gechanteerd wordt om een koffer met zenuwgas door de douane te krijgen om deze vervolgens op een vlucht te krijgen op kerstavond.
De film werd uitgebracht op 13 december 2024 op Netflix en kreeg overwegend positieve recensies.

## Verhaal
TSA medewerker Ethan (Taron Egerton) vindt tijdens zijn dienst op kerstavond een oortje in een douanebak op het vliegveld van Los Angeles. Hij wordt opgedrongen het oortje in te doen en wordt op afstand door een mysterieuze reiziger (Jason Bateman) geïnstrueerd om ervoor te zorgen dat een gevaarlijk pakketje door de douane komt. Als hij dit niet doet, wordt zijn vriendin Nora (Sofia Carson), die ook werkzaam is op het vliegveld, vermoord.

## Rolverdeling
| Acteur               | Personage       |
| -------------------- | --------------- |
| Taron Egerton        | Ethan Kopek     |
| Jason Bateman        | De reiziger     |
| Sofia Carson         | Nora Parisi     |
| Danielle Deadwyler   | Elena Cole      |
| Theo Rossi           | De kijker       |
| Logan Marshall-Green | Agent Alcott    |
| Josh Brener          | Herschel        |
| Dean Norris          | Phil Sarkowski  |
| Sinqua Walls         | Jason Noble     |
| Curtiss Cook         | Lionel Williams |
| Benito Martinez      | Marm Bellows    |

## Productie
In juni 2021 sloot Amblin Partners een deal met Netflix om meerdere films per jaar te produceren voor haar streamingdienst. Carry-On was oorspronkelijk gepland als de eerste film van de deal, met het script geschreven door T. J. Fixman en Michael Green als schrijver van een andere versie. Enkel Fixman werd uiteindelijk geciteerd. Het oorspronkelijke plan van Fixman was om in de film het Trolleyprobleem weer te geven.
In juli 2022 werd aangekondigd dat Taron Egerton als hoofdrolspeler Ethan Kopek was aangetrokken. In augustus voegde Jason Bateman zich ook bij de film als de mysterieuze reiziger. Een maand later voegden ook Sofia Carson en Danielle Deadwyler zich als vrouwelijke hoofdrolspeelsters bij de cast. In de daaropvolgende maand werd Theo Rossi als castlid aangetrokken. Dean Norris, Logan Marshall-Green en Sinqua Walls waren onderdeel van acht nieuwe castleden die werden vrijgegeven later diezelfde maand.
Carry-On had een budget van $47.000. De opnames vonden plaats in New Orleans, Louisiana van september 2022 tot januari 2023.
Fixman kreeg uitgebreide adviezen van experts om de vliegveldbeveiliging geloofwaardig over te laten komen van TSA procedures.

## Release
Carry-On werd geproduceerd door DreamWorks Pictures, maar werd uitgebracht onder Amblin Entertainment. De film werd uitgebracht op Netflix op 13 december 2024.
Tien dagen na het uitbrengen was de film al 97 miljoen keer bekeken en daarmee was Carry-On hard op weg om in de top tien van meest bekeken films van Netflix te komen.
In januari 2025 werd Carry-On de vijfde meest bekeken Engelstalige Netflixfilm aller tijden door meer dan 149.5 miljoen keer te zijn.